# La Petite Apocalypse
Pour plus de détails, voir Fiche technique et Distribution.
La Petite Apocalypse est un film franco-italo-polonais réalisé par Costa-Gavras, sorti en 1993.

## Synopsis
Barbara et Henri organisent une fête à laquelle sont conviés d'anciens camarades signataires de pétitions. Parmi les invités se trouve Stan, l'ex-mari de Barbara, émigré polonais comme elle. Stan fuit vite l'ennui de cette fête d'anciens combattants et se réfugie dans la chambre de bonne délabrée de ses hôtes. En voulant changer une ampoule grillée, il provoque une véritable catastrophe et ses amis, alertés par le bruit, le retrouvent à terre entortillé dans les fils électriques. Tous croient à une tentative de suicide...

## Fiche technique
- Réalisateur : Costa-Gavras
- Assistant-réalisateur : Frédéric Blum
- Scénario : Costa-Gavras et Jean-Claude Grumberg, d'après l'œuvre de Tadeusz Konwicki
- Photographie : Patrick Blossier
- Musique : Philippe Sarde
- Son : Pierre Gamet et Claude Villand
- Décors : Philippe Chiffre
- Montage : Joële van Effenterre
- Production : Michèle Ray-Gavras
- Société de production : K. G. Productions, Héritage Films
- Distribution : AMFD (France)
- Durée : 110 minutes
- Pays d'origine :  France,  Italie,  Pologne
- Genre : comédie
- Date de sortie : 
  - France : 10 février 1993

## Distribution
- André Dussollier : Jacques
- Pierre Arditi : Henri
- Jiří Menzel : Stan
- Anna Romantowska : Barbara
- Maurice Bénichou : Arnold
- Henryk Bista : Yanek
- Carlo Brandt : le kiné
- Jacques Denis : le médecin
- Enzo Scotto Lavina : Luigi
- Chiara Caselli : la fille de Luigi
- Jan Tadeusz Stanislawski : Pitchik
- Beata Tyszkiewicz : Mme Pitchik
- Andréas Voutsinás : le réalisateur américain
- Elena Gavras : l'assistante réalisateur
- Thibault de Montalembert : l'assistant d'Arnold
- Kazimierz Kaczor : le vice-consul
- Bogdan Baer : le garde
- Olga Grumberg : l'assistante du médecin
- Jean-Claude Grumberg  : Kornfeld
- Françoise Castro et Jean Lescot : les invités
- Julie Gayet

## Accueil
La comédie, adaptation de La petite apocalypse (1979) de Tadeusz Konwicki, est moyennement appréciée par le public francophone,.